# Willstätt
Willstätt – miejscowość i gmina w Niemczech, w kraju związkowym Badenia-Wirtembergia, w rejencji Fryburg, w regionie Südlicher Oberrhein, w powiecie Ortenau. Leży nad Kinzig, pomiędzy Offenburgiem a Strasburgiem, przy drodze krajowej B28.

## Współpraca
Miejscowości partnerskie:
- Györköny, Węgry (kontakty utrzymuje dzielnica Eckartsweier)
- Liebling, Rumunia (kontakty utrzymuje dzielnica Legelshurst)
- Medingen – dzielnica Ottendorf-Okrilla, Saksonia
- Ralbitz – dzielnica Ralbitz-Rosenthal, Saksonia
- Sand, Francja (kontakty utrzymuje dzielnica Sand)